# Most zwodzony w Dziwnowie
Most zwodzony w Dziwnowie – most drogowy przez Cieśninę Dziwną w Dziwnowie w województwie zachodniopomorskim w ciągu drogi wojewódzkiej nr 102.
Do połowy lat 50. część miasta położona na wyspie Wolin nie miała stałego połączenia z lądem. Pierwszy most drewniany z podnoszonym przęsłem zbudowano w 1956 r. Obecny most o konstrukcji stalowej oddano do użytku w 1994 r. Most, otwierany elektrycznie, działa na zasadzie przeciwwagi gdzie obciążniki równoważą ciężar jezdni.
Otwarcie mostu umożliwia przepłynięcie cieśniną Dziwną jednostkom pływającym. 
Podniesienie przęsła zwodzonego otwiera kanał żeglugowy o szerokości 16 metrów. Most otwierany jest co dwie godziny (w godzinach parzystych), a w okresie od 15 czerwca do 30 września dodatkowo o godzinie 13, 17, 19 i 21.
W 2021 roku Rada Miejska podjęła uchwałę w sprawie nadania imienia mostowi w Dziwnowie. Od 1 stycznia 2022 roku most nosi imię  Wielkiej Orkiestry Świątecznej Pomocy.

## Galeria

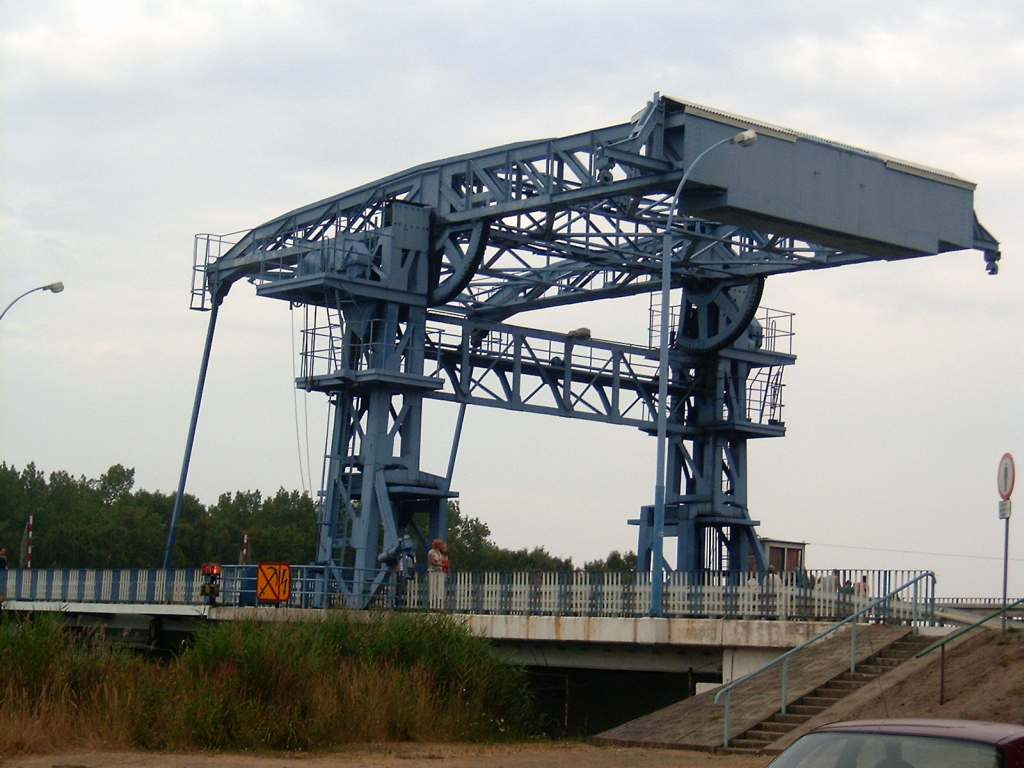
most w starym malowaniu
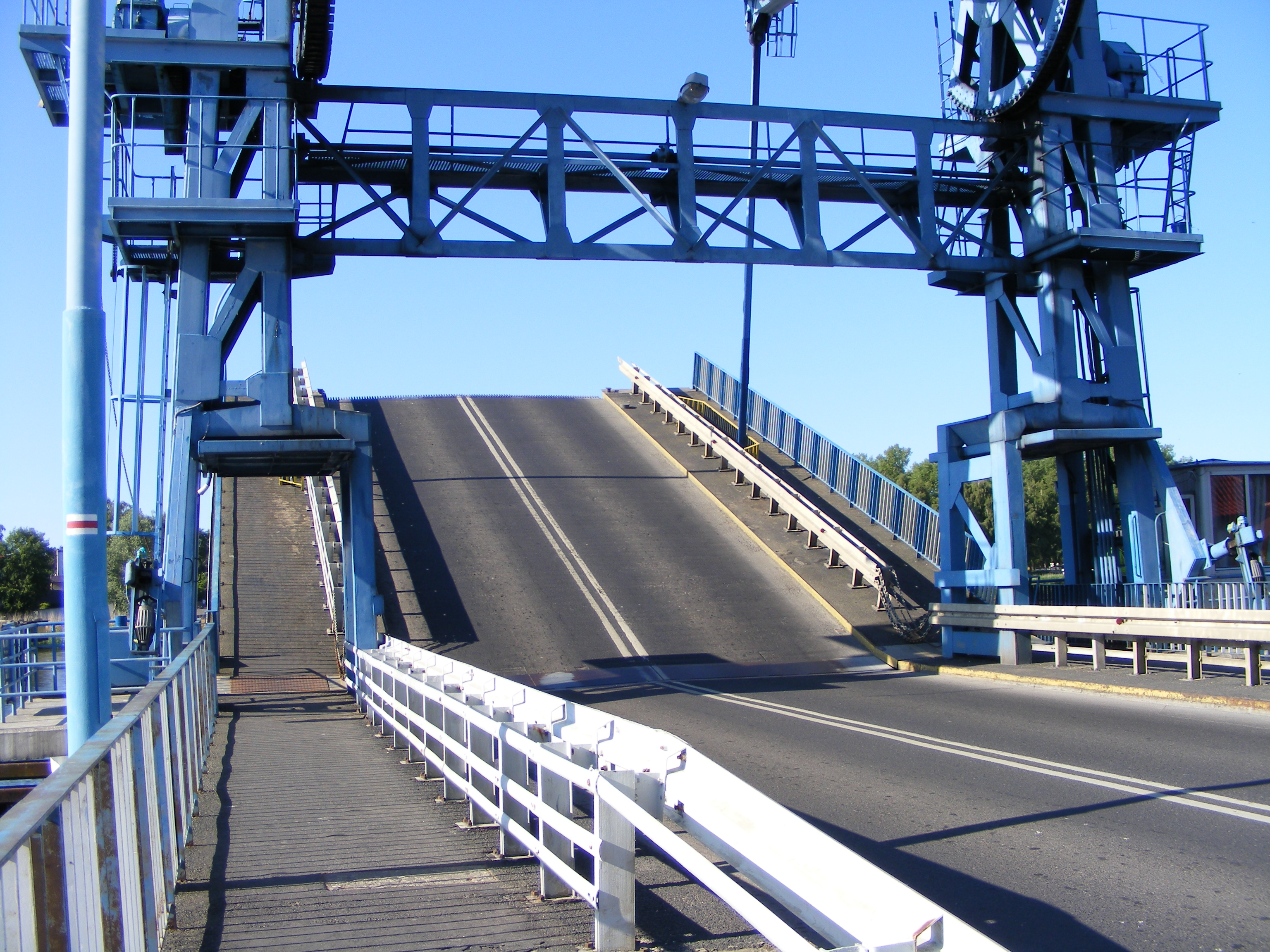
Podniesiony most